# Jane de La Vaudère
Jane de La Vaudère (França, 15 de abril de 1857 — França, 26 de julho de 1908) foi uma romancista, poetisa e dramaturga francesa.